# Czaplicze (rejon lidzki)
Czaplicze (biał. Чаплічы, Czapliczy; ros. Чапличи, Czapliczi) – wieś na Białorusi, w obwodzie grodzieńskim, w rejonie lidzkim, w sielsowiecie Tarnowszczyzna.

## Historia
W XIX i w początkach XX w. położone były w Rosji, w guberni wileńskiej, w powiecie lidzkim, w gminie Bielica.
W dwudziestoleciu międzywojennym leżały w Polsce, w województwie nowogródzkim, w powiecie lidzkim. Do 11 kwietnia 1929 w gminie Bielica, następnie w gminie Tarnowo/Białohruda. W 1921 miejscowość liczyła 306 mieszkańców, zamieszkałych w 50 budynkach, wyłącznie Polaków. 265 mieszkańców było wyznania rzymskokatolickiego i 41 prawosławnego.
Po II wojnie światowej w granicach Związku Sowieckiego. Od 1991 w niepodległej Białorusi.